# Laís Pinho
Laís Pinho (Rio de Janeiro, 2 de agosto de 1996) é uma atriz brasileira. Ficou conhecida por participar da vigésima primeira temporada da série televisiva Malhação em 2013, interpretando a protagonista Micaela, e de Apocalipse com a personagem Talita, que teve sua intimidade exposta na rede.

## Biografia
Estreou na televisão, interpretando Micaela, na 21ª temporada de Malhação em 2013.
Em 2014, fez uma rápida participação na série Dupla Identidade como Mila. Ainda em 2014, fez uma participação na novela Alto Astral, interpretando a patricinha Scarlett Máximo. Em 2014, gravou a segunda temporada da série Milagres de Jesus, interpretando Haya, a protagonista do episódio "O Endemoniado de Cafarnaum", filha do sapateiro Gabriel (Ângelo Paes Leme), que teve que aprender a cuidar de sua filha sozinho desde cedo após o desaparecimento de sua mulher enquanto trabalhava. O episódio foi ao ar em 2015 sendo a temporada final da série da RecordTV. Em 2015, Laís foi convidada para participar da novela Império como a humilde Noely, que veio de São Fidélis para infernizar a vida de Magnólia, Severo e Robertão.
No teatro, ficou em cartaz de julho a setembro de 2014 com o musical Grease:Tempos de Brilhar, onde interpretava a vilã, Maumau. Em 2015, participou da comédia juvenil Ladrões De Estrelas, que estreou no dia 19 de Junho de 2015, em Fortaleza. Em 2016, Laís protagonizou o drama de Nelson Rodrigues A Serpente.
Laís, retornou as novelas em Rock Story como Amanda Gonzáles, na Globo, sua personagem foi introduzida no meio da trama e permaneceu até o final da novela. Logo após o fim das gravações de Rock Story, foi anunciada como Adriana em O Outro Lado do Paraíso, mas integrou o elenco de Apocalipse novela da RecordTV. Em 2019, interpretou a bondosa jovem Israelita Samira, uma das filhas do administrador do palácio Obadias Rakesh (Juan Alba), na telenovela Jezabel, da Record.

## Vida pessoal
Namora Nathalia Tavares desde 2018. 

## Filmografia

### Televisão
| Ano  | Título                             | Papel                   | Nota                                    |
| ---- | ---------------------------------- | ----------------------- | --------------------------------------- |
| 2013 | Malhação                           | Micaela Martins         | Temporada 21                            |
| 2014 | Dupla Identidade                   | Mila                    | Episódio: "7 de novembro"               |
| 2014 | Alto Astral                        | Scarlett Máximo (jovem) | Episódio: "9 de janeiro"                |
| 2015 | Milagres de Jesus                  | Haya                    | Episódio: "O Endemoniado de Cafarnaum"  |
| 2015 | Império                            | Noely                   | Episódios: "9 de fevereiro–10 de março" |
| 2015 | Sete Vidas                         | Joana da Cunha          | Episódio: "13 de junho"                 |
| 2017 | Supermax: O Inferno em Suas Mentes | Maby                    |                                         |
| 2017 | Perrengue                          | Vanessa                 | Episódio: "Tarde Demais"                |
| 2017 | Rock Story                         | Amanda Gonzáles         |                                         |
| 2017 | Apocalipse                         | Talita Aisen Peixoto    |                                         |
| 2019 | Jezabel                            | Samira Rakesh           | [ 10 ]                                  |

### Cinema
| Ano  | Título                     | Personagem      | Notas          |
| ---- | -------------------------- | --------------- | -------------- |
| 2016 | Impermanência              | Tina            | Curta-metragem |
| 2017 | Chocante                   | Menina Chocante |                |
| 2018 | Intimidade entre Estranhos | Moça            |                |

## Teatro
| Ano  | Título                    | Personagem     |
| ---- | ------------------------- | -------------- |
| 2014 | Grease: Tempos de Brilhar | Maura (Maumau) |
| 2015 | Ladrões de Estrelas       | Coco           |
| 2016 | A Serpente                | Ligia          |

## Discografia
| Ano  | Nome                                    |
| ---- | --------------------------------------- |
| 2013 | "Ainda é Cedo" (Com Mika e as Miquetes) |
| 2013 | "Calma" (Com Mika e as Miquetes)        |